# 1838
1838 (MDCCCXXXVIII) byl rok, který dle gregoriánského kalendáře započal pondělím.

## Události
- 15. března – Při záplavách na rozvodněném Dunaji zahynulo v uherské Pešti a okolí 150 lidí a desetitisíce jich přišlo o domovy.
- 30. dubna – Nikaragua vyhlásila nezávislost na Federativní republice Střední Amerika.
- 28. června – Ve Westminsterském opatství proběhla korunovace královny Viktorie.
- 1. srpna – Trinidad a Tobago oficiálně zrušilo otroctví.
- 5. listopadu – Honduras se odtrhl od Federativní republiky Střední Amerika a začala středoamerická občanská válka.
- 10. prosince – Byl zahájen první exhibiční provoz parostrojné železnice s cestujícími na území Českých zemí v úseku Rajhrad-Brno.
- 16. prosince – Velký trek: Búrové v bitvě u Krvavé řeky porazili zulská vojska a otevřeli cestu k pádu zulského krále Dinganeho a ke vzniku búrských republik.
- Na panství Buquoyů byly vyhlášeny soukromé rezervace Žofínský prales a Hojná Voda.

## Vědy a umění
- Matthias Jacob Schleiden a Theodor Schwann zformulovali buněčnou teorii.
- Německý lékař a biolog Johannes Peter Müller rozpoznal a popsal nádorové bujení.
- Německo-švýcarský chemik Christian Friedrich Schönbein objevil princip palivového článku. Popsal jej v publikaci vydané v lednu 1839.
- Francouzský matematik Augustin Cournot definoval tržní situaci, tzv. Cournotův model.

## Narození

### Česko

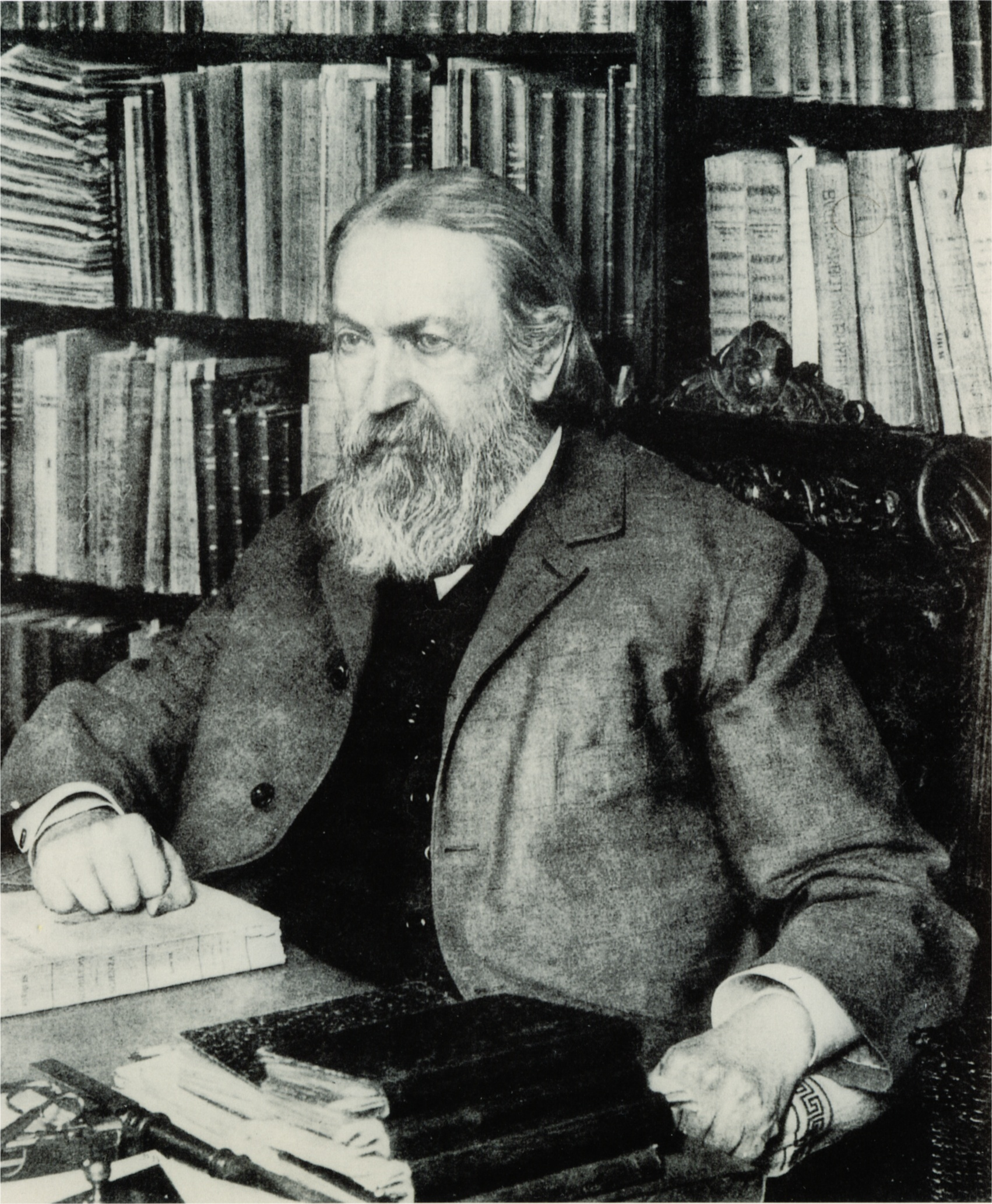
Ernst Mach (* 18. února)

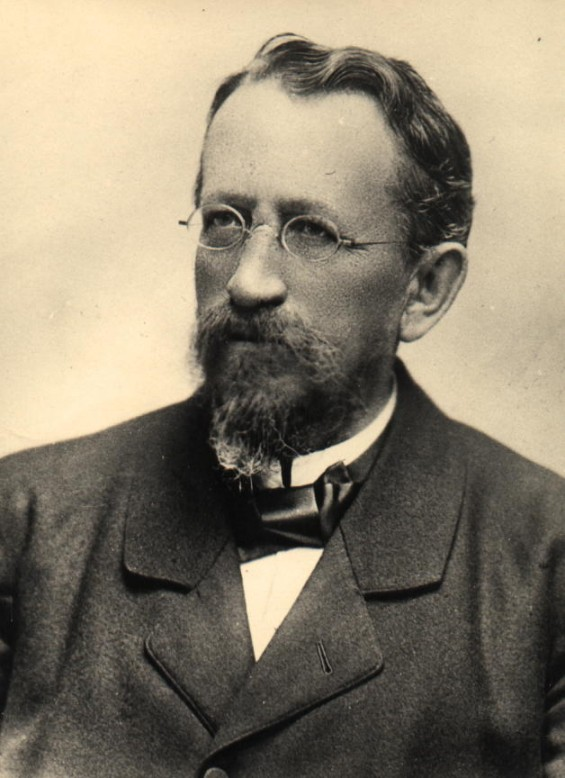
Jan Gebauer (* 8. října)

- 12. ledna – Klement Borový, kněz, teolog, kanovník Svatovítské kapituly († 31. srpna 1897)
- 22. ledna – Jiljí Vratislav Jahn, chemik, básník a politik († 18. května 1902)
- 1. února – Jan Kučera, právník a politik († 17. ledna 1895)
- 9. února
  - Josef Ladislav Turnovský, herec, novinář a spisovatel († 8. února 1901)
  - Karel Eduard z Lány, evangelický farář († 8. února 1903)
- 16. února – Arnoštka Libická, herečka († 30. listopadu 1893)
- 11. března – Alois Bulíř, architekt a stavitel († 8. října 1899)
- 13. března – Viktor Hübner, rakouský politik († 27. dubna 1903)
- 8. března – Jan Hrdý, pedagog a spisovatel († 6. května 1896)
- 2. dubna – Josef Kalousek, historik († 22. listopadu 1915)
- 16. dubna – Karel Bendl, skladatel a sbormistr († 20. září 1897)
- 21. dubna – František Ferdinand Šamberk, dramatik, herec a režisér († 25. prosince 1904)
- 4. května – František Antonín Zeman, pedagog, spisovatel, redaktor a dramatik († 24. června 1916)
- 9. května – Hermann Hallwich, poslanec Českého zemského sněmu a Říšské rady († 11. dubna 1913)
- 14. května – Hugo Ullik, malíř divadelních dekorací, ilustrátor a krajinář († 9. ledna 1881)
- 7. července – Ferdinand Stolička, geolog a paleontolog († 19. června 1874)
- 25. července – Ferdinand Chotek, šlechtic a poslanec Říšské rady († 17. července 1913)
- 27. července – Anton Tausche, zemědělský odborník a politik německé národnosti († 20. listopadu 1898)
- 1. srpna – František Alois Hora, pedagog, básník a dramatik († 30. října 1916)
- 2. srpna – Prokop Sedlák, poslanec Českého zemského sněmu († 5. ledna 1920)
- 15. srpna – August Prokop, architekt a restaurátor († 18. srpna 1915)
- 30. srpna – Josef Ladislav Mašek, podnikatel a politik († 23. července 1901)
- 9. září – Wilhelm Woratschka, poslanec Českého zemského sněmu († 3. března 1882)
- 14. září – František Jaroslav Kubíček, teolog, filozof, redaktor a spisovatel († 17. února 1865)
- 24. září – Josef Kořán, publicista, historik a poslanec Českého zemského sněmu († 4. dubna 1912)
- 30. září – František Dolejška, učitel kaligrafie a těsnopisu († 3. července 1909)
- 8. října
  - Jan Gebauer, jazykovědec († 25. května 1907)
  - Josefa Náprstková, manželka a pomocnice Vojty Náprstka († 13. září 1907)
- 13. října – Ludwig Schlesinger, historik a politik († 24. prosince 1899)
- 20. října – Hugo Toman, právník a historik († 19. března 1898)
- 7. listopadu – Bedřich Hoppe, organizátor školství a politik († 1. dubna 1884)
- 23. listopadu – Marianna Pečírková, nakladatelka († 24. července 1904)
- 3. prosince – František Xaver Franc, zahradník, amatérský archeolog († 20. ledna 1910)
- 13. prosince – Tomáš Krýza, tvůrce betlému v Jindřichově Hradci († 31. května 1918)
- 23. prosince – Václav Šolc, básník († 14. července 1871)
- ? – Albín Theodor Prokop, Těšínský architekt, ředitel Knížecí komory Těšínské († 10. května 1916)

### Svět

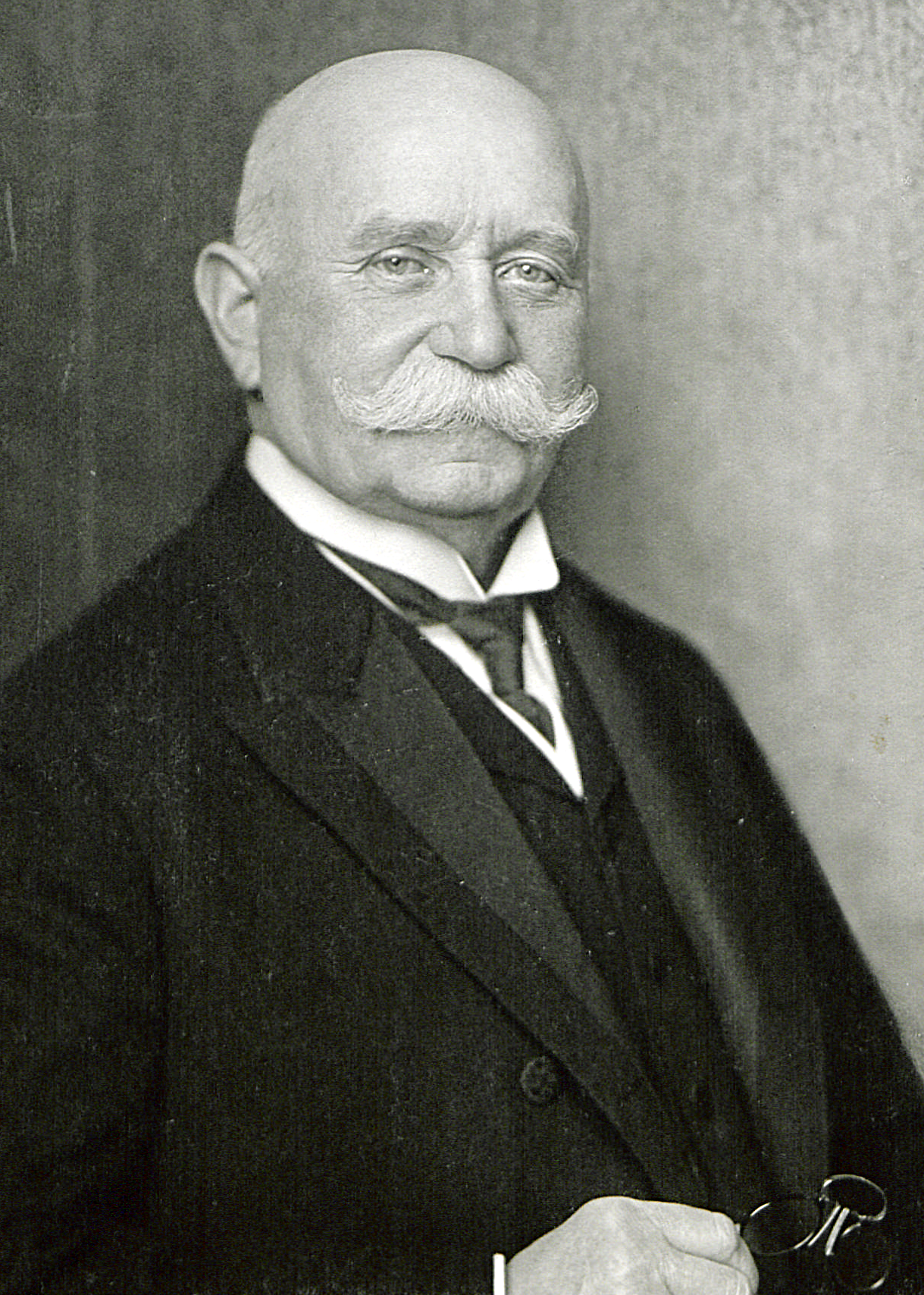
Ferdinand von Zeppelin (* 8. července)

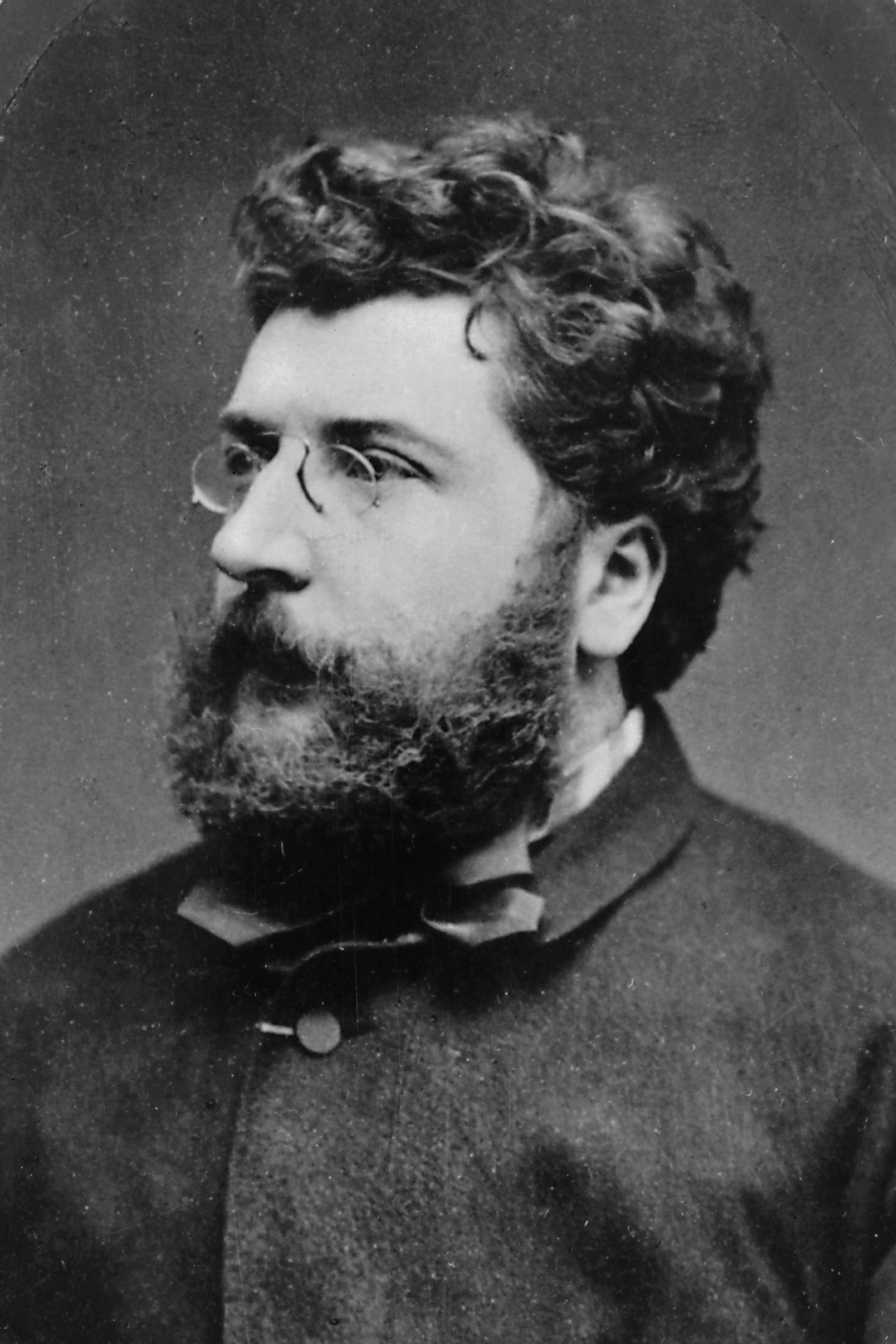
Georges Bizet (* 25. října)

- 5. ledna – Camille Jordan, francouzský matematik († 22. ledna 1922)
- 6. ledna – Max Bruch, německý hudební skladatel a dirigent († 20. října 1920)
- 16. ledna – Franz Brentano, německý filozof a psycholog († 17. března 1917)
- 19. ledna – Ernst Bareuther, rakousko-uherský politik († 17. srpna 1905)
- 21. ledna – Kastus Kalinowski, polský revoluční demokrat, publicista a básník († 22. března 1864)
- 23. ledna – Blahoslavená Marianne Cope, americká řeholnice, ošetřovatelka malomocných († 9. srpna 1918)
- 30. ledna – Alfred von Kropatschek, generál rakouské armády, konstruktér zbraní († 2. května 1911)
- 6. února – Chafec Chajim, polský rabín a etik († 15. září 1933)
- 9. února – Sir John Benjamin Stone, britský politik a fotograf († 2. července 1914)
- 16. února – Henry Adams, americký spisovatel a historik († 27. března 1918)
- 17. února – Friedrich Konrad Beilstein, rusko-německý chemik († 18. října 1906)
- 18. února – Ernst Mach, fyzik a filosof († 19. února 1916)
- 25. února – Friedrich Kleinwächter, rakouský ekonom († 12. prosince 1927)
- 26. února – Ferdinand Kronawetter, rakouský, levicově liberální politik († 30. ledna 1913)
- 1. března – Gabriel Possenti, italský passionista, student bohosloví a velký ctitel Panny Marie († 27. února 1862)
- 2. března – Léon Benett, francouzský malíř († 7. prosince 1917)
- 6. března – Simon Winawer, polský šachový mistr († 29. listopadu 1919)
- 9. března
  - Ludwig Gumplowicz, polský právník a sociolog († 20. srpna 1909)
  - Heinrich Lanz, německý vynálezce a výrobce zemědělských strojů († 1. února 1905)
- 20. března – Ferdinand Zirkel, německý geolog († 12. června 1912)
- 28. března – Jean-Paul Laurens, francouzský malíř a sochař († 23. března 1921)
- 30. března – Alfred von Kropatschek, rakouský generál a zbraňový konstruktér († 1911)
- 31. března – Léon Dierx, francouzský básník († 12. června 1912)
- 2. dubna – Robert von Holzknecht, předlitavský státní úředník a politik († 12. července 1918)
- 4. dubna – Mary Georgina Filmer, anglická fotografka a průkopnice fotografické koláže († 17. března 1903)
- 14. dubna – John Thomas, velšský fotograf († 14. října 1905)
- 18. dubna – Rudolf z Lichtenštejna, rakouský šlechtic a generál († 15. prosince 1908)
- 21. dubna – John Muir, americký přírodovědec a spisovatel († 24. prosince 1914)
- 28. dubna – Tobias Michael Carel Asser, nizozemský právník, nositel Nobelovy ceny míru († 29. července 1913)
- 4. května – Edward Livingston Wilson, americký fotograf a spisovatel († 23. června 1903)
- 8. května – Alexander Friedmann, rakouský podnikatel a politik († 22. února 1882)
- 9. května – Gundaker Wurmbrand-Stuppach, předlitavský politik († 26. března 1901)
- 10. května
  - James Bryce, britský politik a diplomat († 22. ledna 1922)
  - John Wilkes Booth, americký herec, vrah prezidenta Lincolna († 26. dubna 1865)
- 31. května – Henry Sidgwick, anglický filozof a ekonom († 28. srpna 1900)
- 5. června – Reftarıdil Kadınefendi, druhá manželka osmanského sultána Murada V. († 3. března 1936)
- 17. června – Frederick Hollyer, anglický fotograf a grafik († 21. listopadu 1933)
- 24. června – Jan Piperger, pražský kat († 13. ledna 1888)
- 27. června
  - Paul Mauser, německý konstruktér zbraní († 29. května 1914)
  - John Fiot Lee Pearse Maclear, britský admirál († 17. července 1907)
- 6. července – Vatroslav Jagić, chorvatský slavista († 5. srpna 1923)
- 8. července – Ferdinand von Zeppelin, německý konstruktér († 8. března 1917)
- 11. července
  - John Wanamaker, americký podnikatel a politik († 12. prosince 1922)
  - Štefan Dávid, slovenský filolog a pedagog († 10. února 1928)
- 17. července – Paul Sinner, německý fotograf († 30. března 1925)
- 19. července – Joel Asaph Allen, americký zoolog a ornitolog († 29. srpna 1921)
- 20. července – Paul Alexandre, francouzský botanik a mykolog († 6. dubna 1883)
- 22. července – Max Mauthner, rakousko-uherský průmyslník a politik († 28. prosince 1904)
- 30. července – Jan Matejko, polský malíř († 1. listopadu 1893)
- 1. srpna – Ludvík Maria Bourbonský, hrabě z Trani a neapolsko-sicilský princ († 8. června 1886)
- 18. srpna – Angelo Neumann, rakouský zpěvák, režisér a divadelní ředitel († 20. prosince 1910)
- 2. září – Liliuokalani, královna Havajských ostrovů († 11. listopadu 1917)
- 8. září – Carl Weyprecht, německý geofyzik († 29. března 1881)
- 11. září – Adam Asnyk, polský básník a dramatik († 2. srpna 1897)
- 12. září – Arthur Auwers, německý astronom († 24. ledna 1915)
- 18. září – Anton Mauve, nizozemský realistický malíř († 5. února 1888)
- 10. října – Macusaburó Jokojama, japonský fotograf († 15. října 1884)
- 13. října – Eduardo Abaroa, bolivijský národní hrdina († 23. března 1879)
- 15. října – Hikoma Ueno, japonský fotograf, († 22. května 1904)
- 28. října – Fredrik Idestam, finský podnikatel, zakladatel společnosti Nokia († 8. dubna 1916)
- 31. října – Ludvík I. Portugalský, král Portugalska († 19. října 1889)
- 2. listopadu – Luigi Accattatis, italský historik († 8. června 1916)
- 7. listopadu – Auguste Villiers de l'Isle Adam, francouzský spisovatel († 19. srpna 1889)
- 13. listopadu – Carlos Relvas, portugalský fotograf († 23. ledna 1894)
- 14. listopadu – August Šenoa, chorvatský spisovatel († 13. prosince 1881)
- 25. listopadu – Georges Bizet, francouzský skladatel († 3. června 1875)
- 3. prosince
  - Octavia Hillová, britská sociální pracovnice († 13. srpna 1912)
  - Luisa Pruská, pruská princezna, členka dynastie Hohenzollernů († 23. dubna 1923)
- 11. prosince – Emil Rathenau, německý vynálezce a průmyslník († 20. června 1915)
- 15. prosince – Gustav Neumann, německý šachový mistr († 16. února 1881)
- 19. prosince – Khädub Gjamccho, 11. tibetský dalajláma († 31. ledna 1856)
- 20. prosince – Edwin Abbott Abbott, anglický pedagog, teolog a spisovatel († 12. října 1926)
- 24. prosince – John Morley, britský politik, spisovatel († 23. září 1923)
- 30. prosince – Émile Loubet, francouzský prezident († 20. prosince 1929)
- 31. prosince – Aimé-Jules Dalou, francouzský sochař († 15. dubna 1902)
- ? – Džamáluddín Afghání, islámský nacionalista († 9. března 1897)
- ? – Friedrich Adolph Müller, německý optik († 1879)

## Úmrtí

### Česko

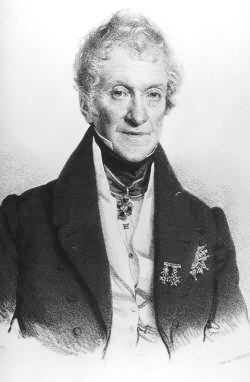
Kašpar Šternberk († 20. prosince)

- 25. dubna – Michal Silorád Patrčka, obrozenecký básník (* 21. července 1787)
- 21. května – Anton Renner, kapituly u sv. Štěpána v Litoměřicích (* 5. ledna 1782)
- 16. června – Karel Josef Salm, šlechtic, komoří, říšský kníže (* 3. dubna 1750)
- 5. září – Eduard Belcredi, šlechtic (* 17. července 1786)
- 21. srpna – Kristián Kryštof Clam-Gallas, šlechtic a vlastenec (* 3. září 1771)
- 30. listopadu – Václav Farník, hudebník (* 29. srpna 1770)
- 19. prosince – Karel Huss, kat a sběratel (* 3. ledna 1761)
- 20. prosince – Kašpar Šternberk, šlechtic a přírodovědec (* 6. ledna 1761)

### Svět
- 21. února – Silvestre de Sacy, francouzský filolog (* 21. září 1758)
- 2. března – Ludwig Abeille, německý klavírista a skladatel (* 20. února 1761)
- 26. března – Ondřej Alois Ankwicz ze Skarbek-Poslawice, polský arcibiskup ve Lvově a Praze (* 22. června 1777)
- 17. května – Charles Maurice de Talleyrand-Périgord, francouzský státník a diplomat (* 2. února 1754)
- 19. května – Richard Colt Hoare, anglický cestovatel, archeolog, spisovatel a umělec (* 9. prosince 1758)
- 4. června – Anselme Gaëtan Desmarest, francouzský zoolog (* 6. března 1784)
- 12. července – Isataj Tajmanuly, kazašský vůdce povstání (* 1791)
- 19. července – Frédéric Duvernoy, francouzský hornista a skladatel (* 16. října 1765)
- 17. srpna – Lorenzo da Ponte, italský básník a libretista (* 10. března 1749)
- 21. srpna – Adelbert von Chamisso, německý básník a botanik (* 30. ledna 1781)
- 5. září – Charles Percier, francouzský architekt (* 22. srpna 1764)
- 3. října – Černý jestřáb, indiánský náčelník (* 1767)
- 29. října – Ivan Kotljarevskyj, ukrajinský spisovatel (* 9. září 1769)
- 21. listopadu – Georges Mouton de Lobau, francouzský generál (* 21. února 1770)
- 12. prosince – Carl Philipp von Wrede, bavorský polní maršál a diplomat (* 29. dubna 1767)

## Hlavy států
- Francie – Ludvík Filip (1830–1848)
- Království obojí Sicílie – Ferdinand II. (1830–1859)
- Osmanská říše – Mahmut II. (1808–1839)
- Prusko – Fridrich Vilém III. (1797–1840)
- Rakouské císařství – Ferdinand I. (1835–1848)
- Rusko – Mikuláš I. (1825–1855)
- Spojené království – Viktorie (1837–1901)
- Španělsko – Isabela II. (1833–1868)
- Švédsko – Karel XIV. (1818–1844)
- USA – Martin Van Buren (1837–1841)
- Papež – Řehoř XVI. (1830–1846)
- Japonsko – Ninkó (1817–1846)
- Lombardsko-benátské království – Rainer Josef Habsbursko-Lotrinský